# Langnau am Albis
Langnau am Albis es una comuna suiza del cantón de Zúrich, ubicada en el distrito de Horgen. Limita al norte con la comuna de Adliswil, al este con Rüschlikon y Thalwil, al sur con Horgen y al oeste con Hausen am Albis, Aeugst am Albis y Stallikon.